# کرونگن
کرونگن (به لهستانی:  Kronin) یک روستا در لهستان است که در گمینا پاسونک واقع شده‌است. کرونگن  ۱۲۰ نفر جمعیت دارد.